# Telepathy (Christina Aguilera)
Telepathy è un singolo della cantautrice statunitense Christina Aguilera, pubblicato il 23 agosto 2016 come unico estratto dalla colonna sonora The Get Down.
Il singolo ha visto la collaborazione del chitarrista statunitense Nile Rodgers.

## Successo commerciale
Il singolo ha ottenuto un discreto successo a livello mondiale, arrivando alla posizione numero uno della classifica Billboard Hot Dance Club Play il 12 novembre 2016, diventando così la nona canzone dell'Aguilera all'apice di questa classifica.

## Classifiche
| Classifica (2016)            | Posizione massima |
| ---------------------------- | ----------------- |
| Cile                         | 99                |
| Francia                      | 121               |
| Stati Uniti Dance club songs | 1                 |